# Teriocolias
Teriocolias is een geslacht in de orde van de Lepidoptera (vlinders) familie van de Pieridae (Witjes).
Teriocolias werd in 1909 beschreven door Röber.

## Soort
Teriocolias omvat de volgende soort:
- Teriocolias zelia - (Lucas, 1852)